# Incourt
Incourt er en by og en kommune i den belgiske provins Brabant Wallon i Vallonien. Kommunens areal er på 38,79 km² og indbyggertallet er på 4.859 pr. 1. januar 2010.
Kommunen omfatter foruden byen Incourt også områderne Glimes, Opprebais, Piétrebais, Sart-Risbart og Roux-Miroir.